# Neuvy-Sautour
Neuvy-Sautour és un municipi francès, situat al departament del Yonne i a la regió de Borgonya - Franc Comtat. L'any 2007 tenia 963 habitants.

## Demografia

### Població
El 2007 la població de fet de Neuvy-Sautour era de 963 persones. Hi havia 408 famílies, de les quals 129 eren unipersonals (39 homes vivint sols i 90 dones vivint soles), 161 parelles sense fills, 98 parelles amb fills i 20 famílies monoparentals amb fills.
La població ha evolucionat segons el següent gràfic:
Habitants censats

### Habitatges
El 2007 hi havia 542 habitatges, 417 eren l'habitatge principal de la família, 77 eren segones residències i 48 estaven desocupats. 526 eren cases i 15 eren apartaments. Dels 417 habitatges principals, 360 estaven ocupats pels seus propietaris, 48 estaven llogats i ocupats pels llogaters i 10 estaven cedits a títol gratuït; 4 tenien una cambra, 20 en tenien dues, 76 en tenien tres, 120 en tenien quatre i 198 en tenien cinc o més. 337 habitatges disposaven pel capbaix d'una plaça de pàrquing. A 189 habitatges hi havia un automòbil i a 178 n'hi havia dos o més.

### Piràmide de població
La piràmide de població per edats i sexe el 2009 era:
| Homes | Edats   | Dones |
| ----- | ------- | ----- |
| 0     | 95 o +  | 0     |
| 8     | 90 a 94 | 4     |
| 12    | 85 a 89 | 12    |
| 16    | 80 a 84 | 8     |
| 16    | 75 a 79 | 40    |
| 16    | 70 a 74 | 32    |
| 16    | 65 a 69 | 28    |
| 36    | 60 a 64 | 20    |
| 16    | 55 a 59 | 20    |
| 24    | 50 a 54 | 40    |
| 44    | 45 a 49 | 36    |
| 32    | 40 a 44 | 40    |
| 32    | 35 a 39 | 40    |
| 60    | 30 a 34 | 24    |
| 32    | 25 a 29 | 28    |
| 28    | 20 a 24 | 24    |
| 40    | 15 a 19 | 16    |
| 40    | 10 a 14 | 20    |
| 32    | 5 a 9   | 28    |
| 32    | 0 a 4   | 44    |

## Economia
El 2007 la població en edat de treballar era de 596 persones, 425 eren actives i 171 eren inactives. De les 425 persones actives 386 estaven ocupades (221 homes i 165 dones) i 41 estaven aturades (19 homes i 22 dones). De les 171 persones inactives 68 estaven jubilades, 36 estaven estudiant i 67 estaven classificades com a «altres inactius».

### Ingressos
El 2009 a Neuvy-Sautour hi havia 443 unitats fiscals que integraven 1.018,5 persones, la mediana anual d'ingressos fiscals per persona era de 18.231 €.

### Activitats econòmiques
Dels 57 establiments que hi havia el 2007, 1 era d'una empresa extractiva, 1 d'una empresa alimentària, 2 d'empreses de fabricació d'altres productes industrials, 13 d'empreses de construcció, 15 d'empreses de comerç i reparació d'automòbils, 3 d'empreses de transport, 4 d'empreses d'hostatgeria i restauració, 2 d'empreses financeres, 3 d'empreses immobiliàries, 5 d'empreses de serveis, 5 d'entitats de l'administració pública i 3 d'empreses classificades com a «altres activitats de serveis».
Dels 22 establiments de servei als particulars que hi havia el 2009, 1 era una oficina de correu, 2 oficines bancàries, 2 tallers de reparació d'automòbils i de material agrícola, 3 paletes, 2 guixaires pintors, 2 fusteries, 5 lampisteries, 1 empresa de construcció, 1 perruqueria, 1 veterinari i 2 restaurants.
Dels 4 establiments comercials que hi havia el 2009, 1 era una botiga de més de 120 m², 1 una botiga de menys de 120 m², 1 una fleca i 1 una joieria.
L'any 2000 a Neuvy-Sautour hi havia 14 explotacions agrícoles.

## Equipaments sanitaris i escolars
L'únic equipament sanitari que hi havia el 2009 era una farmàcia.
El 2009 hi havia 1 escola maternal i 1 escola elemental.

## Poblacions més properes
El següent diagrama mostra les poblacions més properes.